# 狭尾翠蜂鸟
狭尾翠蜂鸟（学名：Chlorostilbon stenurus），是雨燕目蜂鸟科的一种鸟类。
狭尾翠蜂鸟体重约3.4克，翼长约42.2毫米，嘴峰长约19.2毫米，喙宽度约1.8毫米，喙厚度约1.4毫米，跗蹠长约4毫米，尾长约24毫米。狭尾翠蜂鸟在其分布区内为留鸟，其栖息在密集的高大树木组成的森林中，食性为草食性，主要食物来源是植物的花蜜。

## 亚种
- ：分布于哥伦比亚东北部和委内瑞拉西北部的安第斯山脉。
- ：分布于委内瑞拉北部沿海山区至拉腊州东南部。[4]